# 마르게리타 그란바시
마르게리타 그란바시(이탈리아어: Margherita Granbassi, 1979년 9월 1일~)는 이탈리아의 은퇴한 펜싱 선수로 주 종목은 플뢰레이다. 2006년 세계 펜싱 선수권 대회에서 발렌티나 베찰리를 꺾으며 개인전 금메달을 획득했고, 2008년 하계 올림픽에서 개인전과 단체전 동메달을 획득했다.